# Dallknatten
Dallknatten är en kulle i Antarktis. Den ligger i Östantarktis. Norge gör anspråk på området. Toppen på Dallknatten är 2 032 meter över havet.
Terrängen runt Dallknatten är kuperad söderut, men norrut är den platt. Trakten är obefolkad. Det finns inga samhällen i närheten. 